# Nerine frithii
Nerine frithii är en amaryllisväxtart som beskrevs av Harriet Margaret Louisa Bolus. Nerine frithii ingår i släktet Nerine och familjen amaryllisväxter. Inga underarter finns listade i Catalogue of Life.